# Egbert Bartholomeuszoon Kortenaer
 (mars 2008).
Si vous disposez d'ouvrages ou d'articles de référence ou si vous connaissez des sites web de qualité traitant du thème abordé ici, merci de compléter l'article en donnant les références utiles à sa vérifiabilité et en les liant à la section « Notes et références ».
Egbert Bartholomeuszoon Kortenaer (1604-13 juin 1665) est un amiral néerlandais du XVIIe siècle.

## Biographie
Kortenaer est né en 1604 dans une famille très humble, ce qui explique que l’on ne connaisse pas avec rigueur sa date de naissance. En 1626 il est promu bosco, en 1636 second maître. Durant la première guerre anglo-néerlandaise, il a servi en tant que premier maître sur le navire amiral néerlandais Brederode. Lors de la bataille de Dungeness, il perd la main et l'œil droits. Quand Maarten Tromp est tué à la bataille de Schéveningue, Kortenaer maintient son drapeau levé pour éviter que l’escadre dont il vient de prendre le commandement ne voit son moral chuter. Le 21 octobre 1653, Kortenaer est promu capitaine et les années suivantes, commande souvent des escadres quand les officiers sont absents. 
Durant la bataille de l'Öresund qui a lieu le 8 novembre 1658, en tant qu’officier commandant sur l’Eendragt, il repousse toutes les attaques suédoises alors que le lieutenant-amiral Jacob van Wassenaer Obdam, son supérieur, est victime d’une crise de goutte. Sa conduite héroïque lui vaut d’être nommé vice-admiraal le 8 mai 1659 et d’être décoré par Frédéric III de Danemark de l’ordre de l'Éléphant. Le 29 janvier 1665, peu avant le début de la deuxième guerre anglo-néerlandaise, il est promu lieutenant-amiral de l'Amirauté de la Meuse. Il ne se voit cependant pas confier le commandement de la flotte néerlandaise parce qu’il est orangiste. Un rapport secret anglais le décrit comme « le meilleur homme qu’ils ont ».[réf. nécessaire]

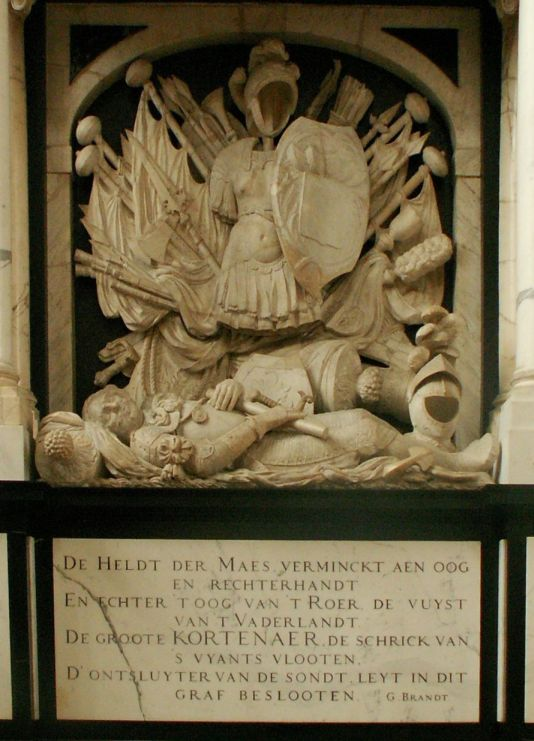
Tombe de Kortenaer à Rotterdam

Kortenaer commande l’avant-garde de la flotte néerlandaise au cours de la bataille de Lowestoft et seconde Van Wassenaer. Il est mortellement blessé par un boulet de canon pendant la bataille alors qu’il se trouve sur le Groot Hollandia. 
Un poème de Gerard Brandt est gravé sur sa tombe en marbre à Rotterdam.